# Odlezelský potok
Odlezelský potok je malý potok v okrese Plzeň-sever.

## Průběh toku
Vytéká z malého Robotního rybníka ležícího na okraji lesa v nadmořské výšce 515 m severovýchodně od Kalce. Potok protéká v údolí lesem, který opouští po kilometru kousek pod hrází malého rybníka Bělidlo. Pokračuje ve východním směru obklopen na levém břehu polem, na pravém úzkou loukou a lesem, zleva přijímá bezejmenný přítok. Po necelých 400 m se tok stáčí k jihovýchodu ke vsi Odlezly, kterou protéká a rozděluje na dvě části. Jeho koryto se pod vsí kříží s železniční tratí č. 160 Plzeň–Žatec, kousek za ní se potok vlévá do Odlezelského jezera na jeho severním konci, kde se spojuje s Mladotickým potokem.